# آمیکومو
آمیکومو (‎/ɑːmiˈkuːmuː/‎ ah-mee-KOO-moo ;) یک برنامه چند پلتفرمی برای گوشی‌های هوشمند (اندروید و آی‌اواس) است که می‌تواند برای یافتن افرادی در نزدیکی که به زبان‌های مشابه کاربر صحبت می‌کنند یا زبان‌های مشابه او را یادمی‌گیرند، استفاده شود.
این برنامه در ۲۲ آوریل ۲۰۱۷ برای اسپرانتو زبانان و در ۲۵ اوت ۲۰۱۷ برای همه زبان‌ها در طول جشنواره LangFest در مونترال ارائه شده است. آمیکومو در ۹ اوت ۲۰۱۸ در بیش از ۱۳۰ کشور با ۵۸۸ زبان عضو داشت.
برنامه اندروید با جاوا و کاتلین، برنامه iOS با سوئیفت و سرور با روبی آن ریلز نوشته شده است.